# Jacques Marquette
Pour le cycliste français, voir Jacques Marquette (cyclisme). Pour les homonymes, et notamment les nombreux toponymes nord-américains nommés d'après J. Marquette, voir Marquette.
Compléments
Jacques Marquette découvrit les sources du Mississippi
Jacques Marquette, né le 1er juin 1637 à Laon, Aisne (France) et mort le 18 mai 1675, sur le bord du lac Michigan (Amérique du Nord), est un prêtre et missionnaire jésuite français, explorateur du Midwest, la région centre-nord des États-Unis. 
Lui sont attribuées la découverte européenne des sources du Mississippi et celle, avec Louis Jolliet, du pays de l’Illinois. 
Sa statue en marbre de Carrare réalisée par le sculpteur italo-américain Gaetano Trentanove figure dans la salle des statues du Capitole à Washington.

## Biographie

### Jeunesse et formation

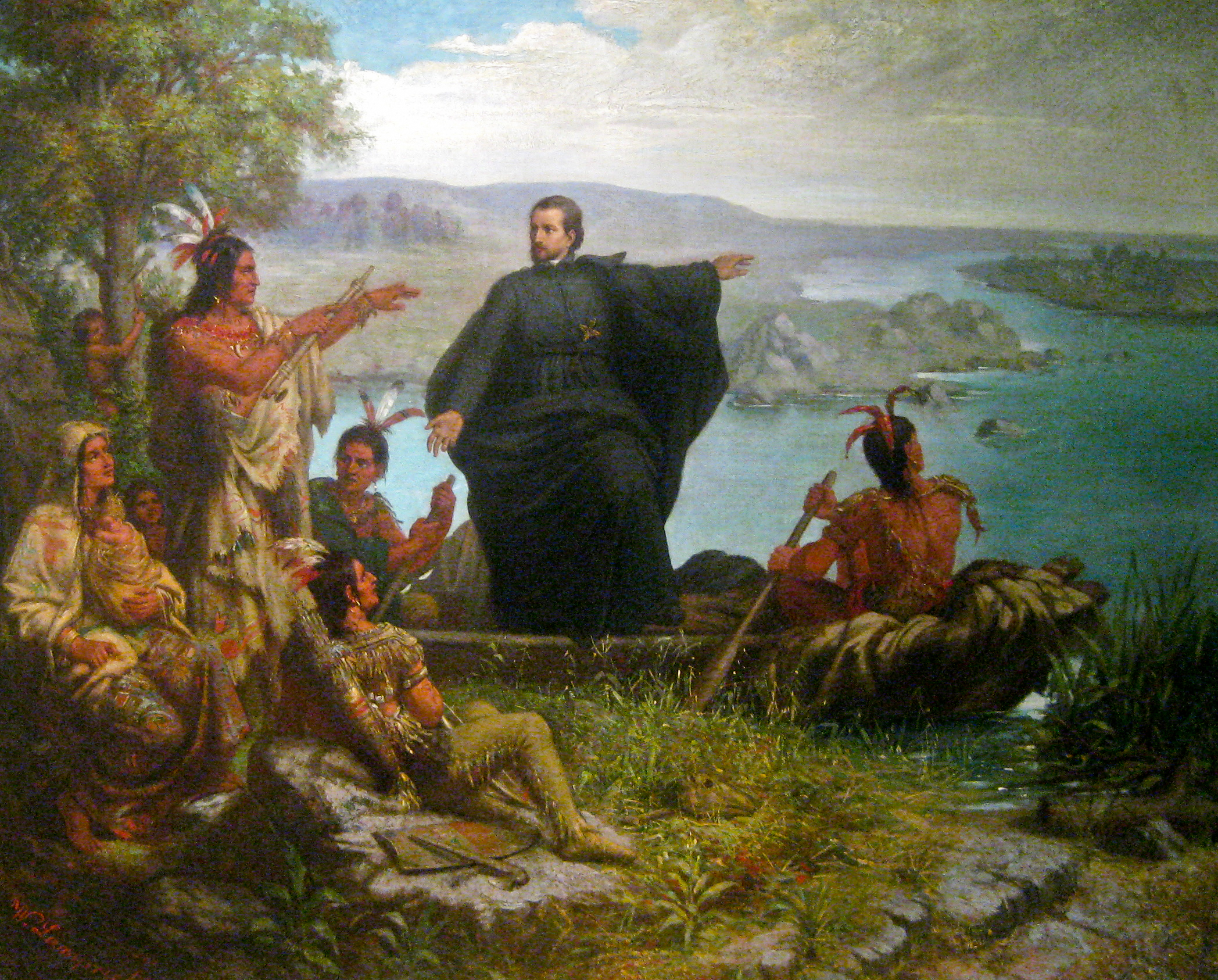
Le père Marquette et les Amérindiens, toile de Wilhelm Lamprecht (1869).

Né à Laon le 1er juin 1637, Jacques Marquette est le sixième enfant de Nicolas Marquette de La Tombelle, conseiller élu de Laon, et de Rose de La Salle. 
Sa famille très pieuse éveille en lui une vocation apostolique. 
La sœur de Jacques Marquette, Françoise, fonda en 1685 la Communauté des Sœurs Marquette pour l'instruction des enfants pauvres de Laon qui prit ensuite le nom de « Filles de la Providence ».
Après ses études dans les écoles laonnoises puis au collège des Jésuites de Reims, Jacques Marquette entre à dix-sept ans dans la Compagnie de Jésus, au noviciat de Nancy puis à l'université de Pont-à-Mousson.  
Moins d’une année après avoir terminé ses études, il est ordonné prêtre à vingt-neuf ans et sollicite d’être envoyé en mission ad exteras nationes, c’est-à-dire à l'étranger. 
Jacques Marquette embarque à La Rochelle au début du mois de juin 1666 et arrive à Québec le 20 septembre.
Il passe un an à Trois-Rivières à étudier le montagnais et d’autres langues des autochtones d'Amérique ; en 1673 il en parlera couramment une demi-douzaine. 
En 1668, il rejoint le Père Claude Dablon à la mission Sainte-Marie située sur le territoire de la ville actuelle de Sault-Sainte-Marie au Michigan, mission dont dépendent environ 2 000 Algonquins. 
En 1669, il fonde une mission à la Pointe du Saint-Esprit et dans le courant de l’été 1671, fonde la mission Saint-Ignace sur le détroit de Mackinac.
Le 2 juillet 1671, il prononce ses vœux perpétuels à Sault-Ste-Marie.

### Exploration du Mississippi

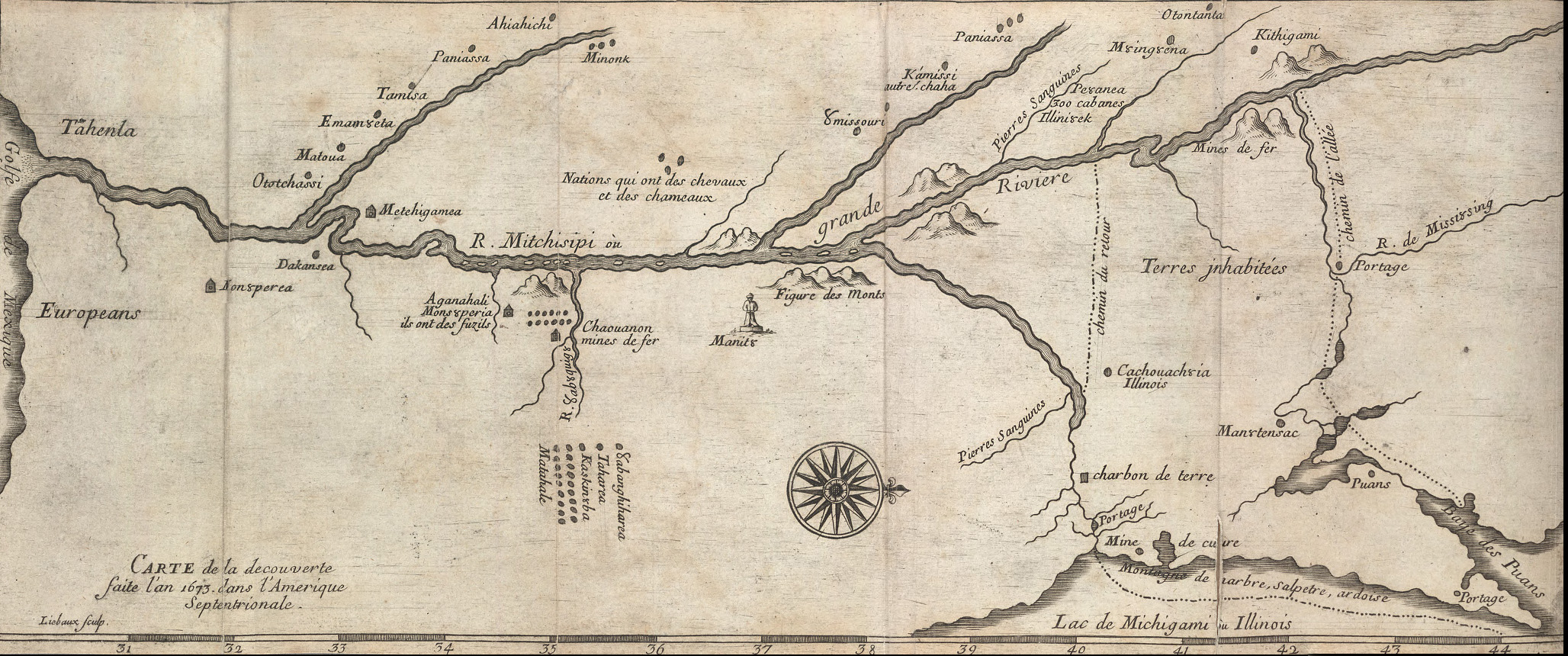
Carte du réseau hydrographique du Mississippi, d’après l’expédition de Jacques Marquette et de Louis Jolliet en 1673. Il s’agit de l’une des nombreuses premières cartes établies à partir de leurs descriptions de l’intérieur de l’Amérique du Nord.

C’est à St-Ignace que, le 8 décembre 1672, il reçoit Louis Jolliet, chargé par le nouveau gouverneur de la Nouvelle-France, Louis de Frontenac, d’aller explorer la vallée du Mississippi à la recherche du passage direct vers l’Océan Pacifique. 
Ils prennent tout l’hiver pour préparer leur grand voyage. 
Ils interrogent des Amérindiens nomades, esquissent des cartes du pays. 
Vers la mi-mai, ils se mettent en route à bord de deux canots accompagnés de cinq autres Français.  
L’expédition traverse le lac Michigan et remonte la rivière aux Renards. 
Ils portent leurs canots quelques kilomètres jusqu'à la rivière Wisconsin (à l'endroit de la ville actuelle Portage) et entrent dans un pays inconnu aux Européens. 
Ils descendent le Wisconsin puis le Mississippi jusqu'à la confluence du Missouri qu'ils décident de ne pas remonter. 
Ils continuent leur descente du Mississippi jusqu'à la confluence de l'Arkansas.
Là, ils décident de prendre le chemin du retour par crainte de rencontrer des Espagnols dans les territoires dont ils approchent. 
Ils se séparent fin septembre 1673 ayant constaté que le Mississippi coule inexorablement vers le sud et non vers l’ouest comme on l’espérait.
L'observation du Mississippi a conforté Jacques Marquette dans son désir d’étendre vers l’ouest et le sud du continent l’influence missionnaire. 
Au mois d’octobre 1674, il quitte la baie des Puants pour aller fonder une mission chez les Illinois que Jolliet et lui sont les premiers Européens à avoir rencontrés.

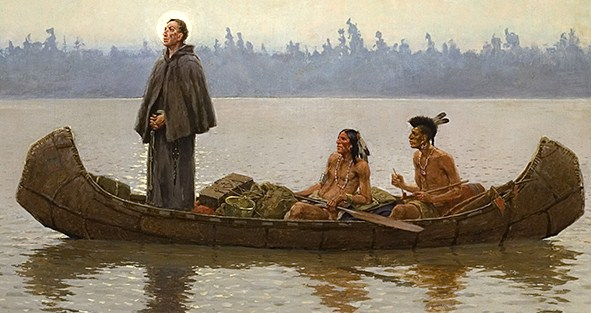
Le père Marquette par Henry Farny.

En décembre, son état de santé l’oblige à s’arrêter à la hauteur de Chicago d’où il repart le 30 mars 1675. 
Le 8 avril, il s’arrête dans un village où il fonde la mission de la Conception immaculée de la Sainte-Vierge. 
Jacques Marquette est mort le 18 mai 1675 à l'âge de 38 ans « au milieu des forests », près de l’actuelle ville de Ludington, dans l'état du Michigan. 
Il avait exprimé le désir d'être enterré dans sa bien-aimée mission Saint-Ignace et, en 1677, un groupe d'Amérindiens y ramènent sa dépouille. 
Son corps est alors enterré sous la chapelle par le père Henri Nouvel,.

## Reconnaissance publique et postérité

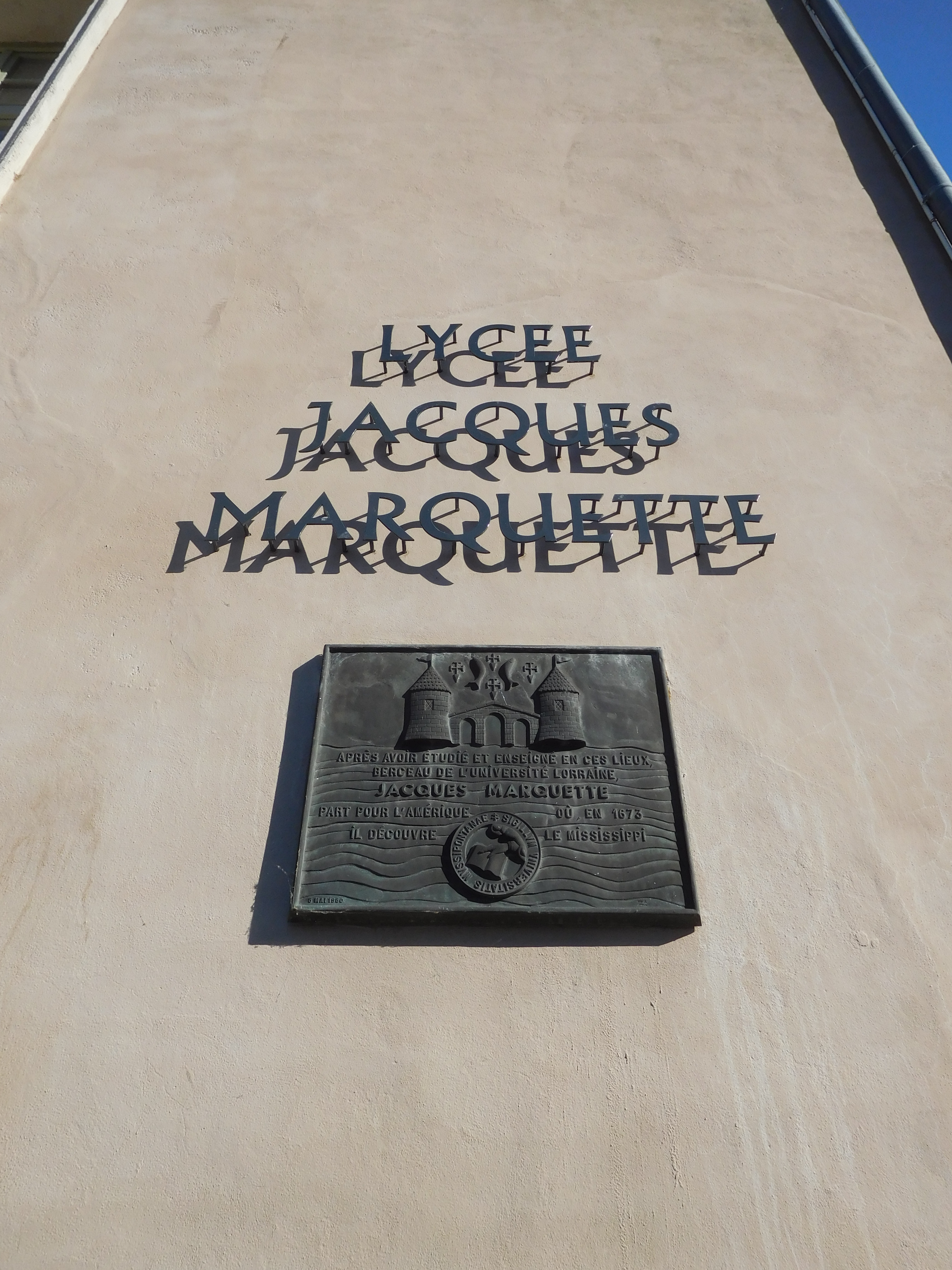
Sur la façade du lycée de Pont-à-Mousson dans le département de Meurthe-et-Moselle

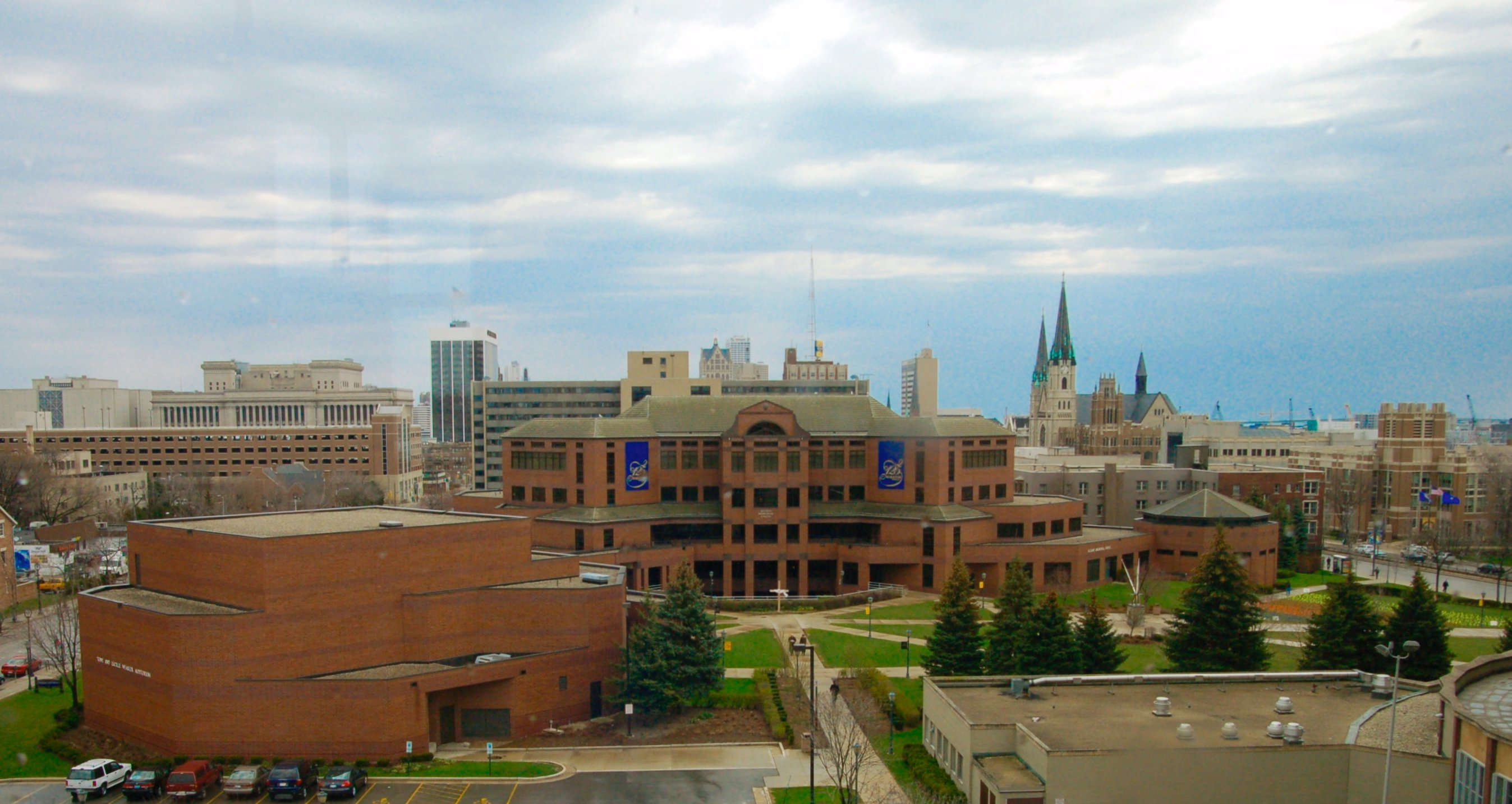
Université Marquette à Milwaukee dans l'État du Wisconsin aux États-Unis d'Amérique.

Le père Marquette fut choisi par l'état de Wisconsin comme « citoyen éminent » pour le représenter dans le National Statuary Hall du Capitole, à Washington (États-Unis). Installée en 1896, la statue de marbre est l’œuvre de Gaetano Trentanove. 
- Aux États-Unis et au Canada, portent son nom :
  - une célèbre université américaine,
  - le Mémorial national du Père Marquette,
  - une ville du Michigan,
  - un comté du Wisconsin,
  - une compagnie de chemin de fer (Pere Marquette Railway),
  - un hôtel à la Nouvelle-Orléans,
  - une école secondaire,
  - un centre sportif à Montréal,
  - une promenade au bord d'un canal à Lachine
  - un parc dans Rosemont,
  - une rue et une église à la ville de Québec,
  - un lac,
  - une rivière de la région des Grands Lacs
- Par deux fois, en 1898 et 1968, le service postal des États-Unis émit un timbre en l'honneur du père Marquette, l’illustrant chaque fois dans son canoë sur le Mississippi. En 1898, ce fut la première fois qu'un prêtre catholique fut honoré de cette manière philatélique aux États-Unis.
- en France : le lycée d'enseignement général de Pont-à-Mousson, installé dans les anciens bâtiments de l'université jésuite de Pont-à-Mousson (où Marquette fut étudiant et enseignant) lui est dédié.
- Plusieurs rues dans des villes du Canada, de France et des États-Unis, notamment à Québec, Montréal, Trois-Rivières, Longueuil, Tracy, le Bas-Richelieu, Sherbrooke, Deux-Montagnes, Sainte-Rosalie, Châteauguay, Mont-Saint-Hilaire, Jonquière et Gatineau au Québec et à Laon, Beaurieux, Tergnier, Pont-à-Mousson et Nancy en France portent son nom.
- Jean Raspail et Philippe Andrieu choisirent de s'appeler « Équipe Marquette » pour leur expédition en Amérique, du fleuve Saint-Laurent à La Nouvelle-Orléans, en 1949[5].
- Le père Marquette est brièvement présenté, en compagnie de Louis Jolliet, lors de l'épisode 18, La Fin du rêve Français, dans la série de dessins animés Il était une fois... Les Amériques. Le rôle des Jésuites dans les découvertes, mais aussi dans la perte des colonies Françaises, est alors questionné.

## Galerie

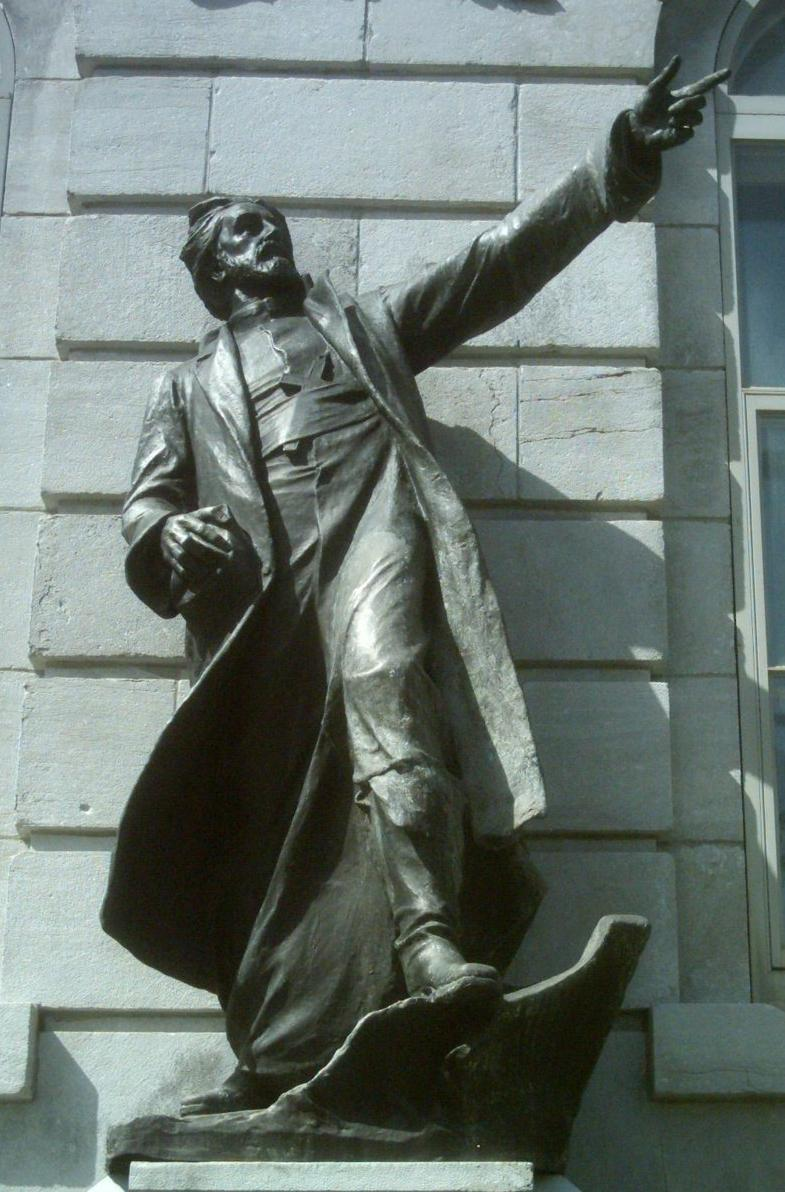
Jacques Marquette, statue sur la façade de l'hôtel du Parlement, Québec.
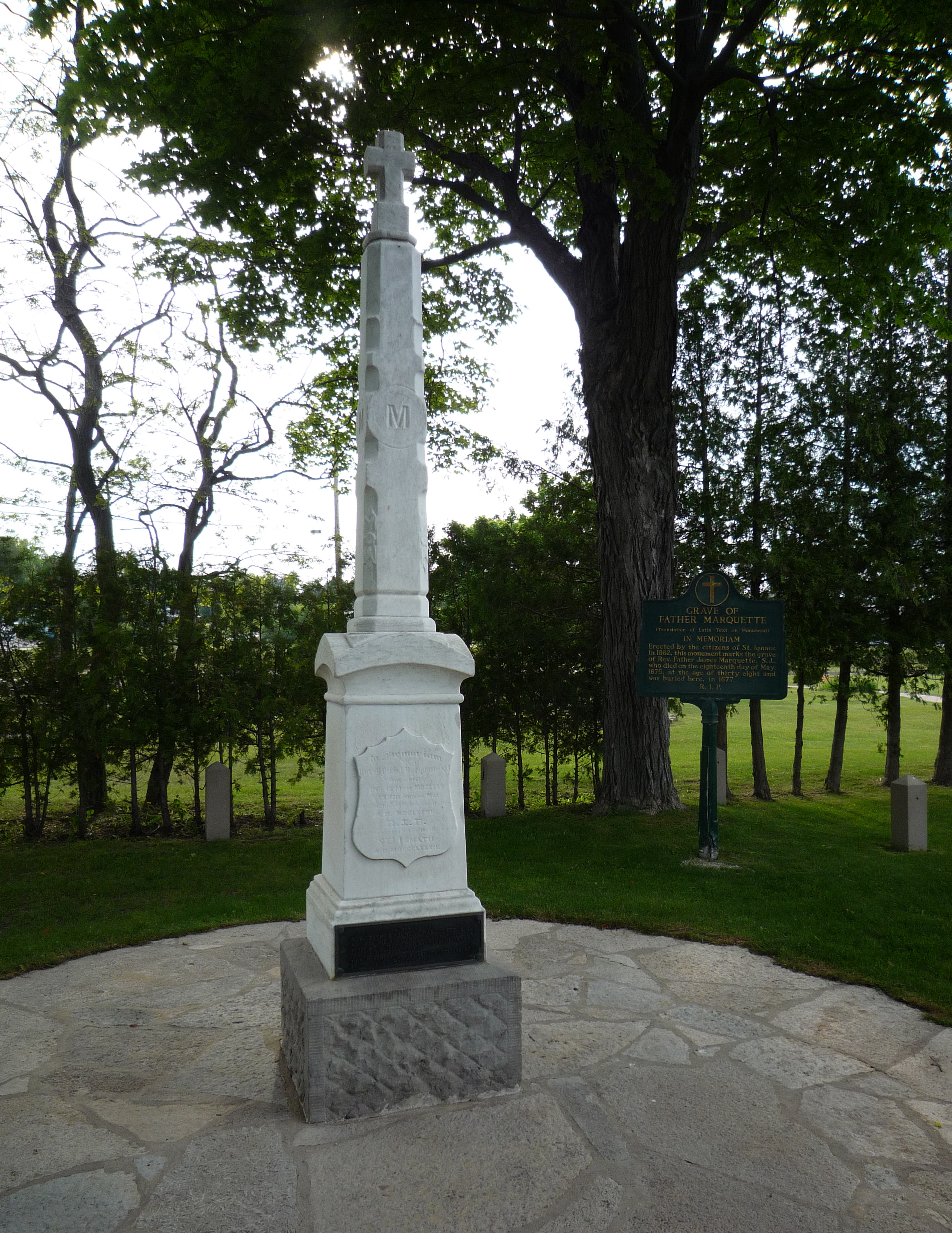
Mémorial à Saint-Ignace.
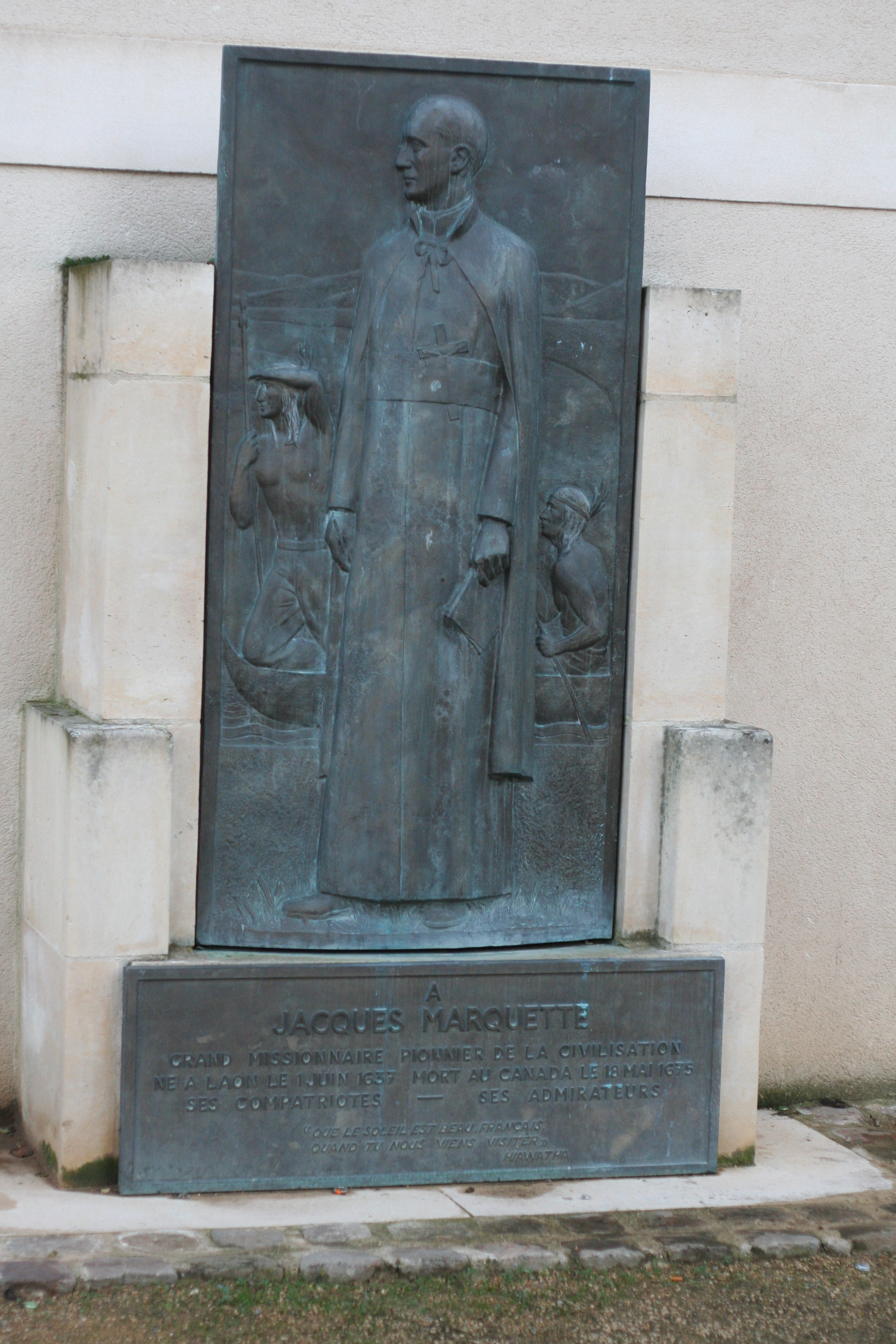
Mémorial à Laon.
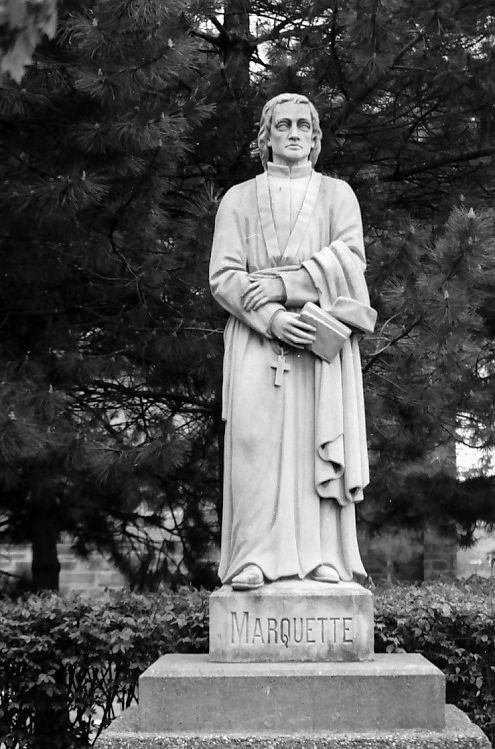
Statue de Marquette à Detroit, Michigan.